# Parastrachiinae
Sous-famille
Les Parastrachiinae sont une sous-famille d'insectes du sous-ordre des hétéroptères (punaises), de la famille des Cydnidae. Pour certains auteurs, elle doit être considérée comme une famille à part entière, les Parastrachiidae. Son statut n'est pas encore tranché par la communauté scientifique.

## Description
Il s'agit de punaises à antennes de 5 articles, de couleur rouge et noir. Le scutellum est long et aminci à l'apex. Les fémurs sont sans épines, et les tarses comptent trois segments. Les coxae (ou hanches) présentent des peignes de soies comme chez les autres Cydnidae.
Les mâles de deux espèces de Dismegistus présentent des uradenia, glandes exocrines abdominales, qui n'ont été trouvées que chez des espèces appartenant aux super-familles des Coreoidea, Lygaeoidea et Pyrrhocoroidea, mais jamais jusqu'ici chez les Pentatomoidea.

## Répartition et habitat
Le genre Parastrachia est présent dans la région indomalaise (Inde, Sud de la Chine Laos et Vietnam pour P. nagaensis, et Chine et Japon pour P. japonensis), et le genre Dismegistus en Afrique.
Parastrachia japonensis habite les forêts secondaires, où se trouve sa plante hôte Schoepfia jasminodora, P. nagaensis les zones montagneuses (entre 500 et 3 500 m).

## Biologie
Comme chez les Sehirinae, les femelles pondent leurs œufs dans des petites dépressions du sol, et prodiguent des soins parentaux aux œufs et aux juvéniles. La femelle reste au-dessus des œufs, puis des juvéniles fraîchement éclos. Elle peut produire des vibrations. Chez Parastrachia japonensis, la femelle excrète un mucus, contenant des symbiotes, qu'elle étale sur les œufs, et qui est immédiatement consommé par les jeunes larves. Les femelles approvisionnent également les jeunes de drupes de leur unique plante hôte Schoepfia jasminodora (Santalales, Schoepfiaceae), augmentant ainsi leurs chances de survie.
P. nagaensis semble se nourrir de diverses espèces de Schoepfia.
Il s'agit d'insectes subsociaux, qui forment des agrégations sous les feuilles pour passer l'été, et hibernent en grands regroupement dans des fissures du sol sous la litière feuillue.

## Systématique
Ce regroupement a d'abord été décrit comme une tribu au sein des Pentatomidae par Oshanin en 1922, pour inclure le genre Parastrachia. Il a été ensuite élevé au rang de sous-famille, transférée au sein des Cydnidae, par Schaefer, Dolling et Tachikawa, en 1988. En 2002, Sweet et Schaefer l'ont ensuite séparée des Cydnidae et élevée au rang de famille à part entière, pensant qu'elle ne présentait pas les critères distinctifs des Cydnidae, notamment les peignes coxaux, qui sont aujourd'hui bien reconnus.
Schuh et Weirauch (2020) continuent donc à les considérer au sein des Cydnidae au sens large. Grazia et al. estiment qu'il faudrait constituer une nouvelle famille réunissant les Thyreocorinae avec les Corimaelenini et les Parastrachiinae, mais la position définitive de ce groupe n'est pas encore tranchée,.

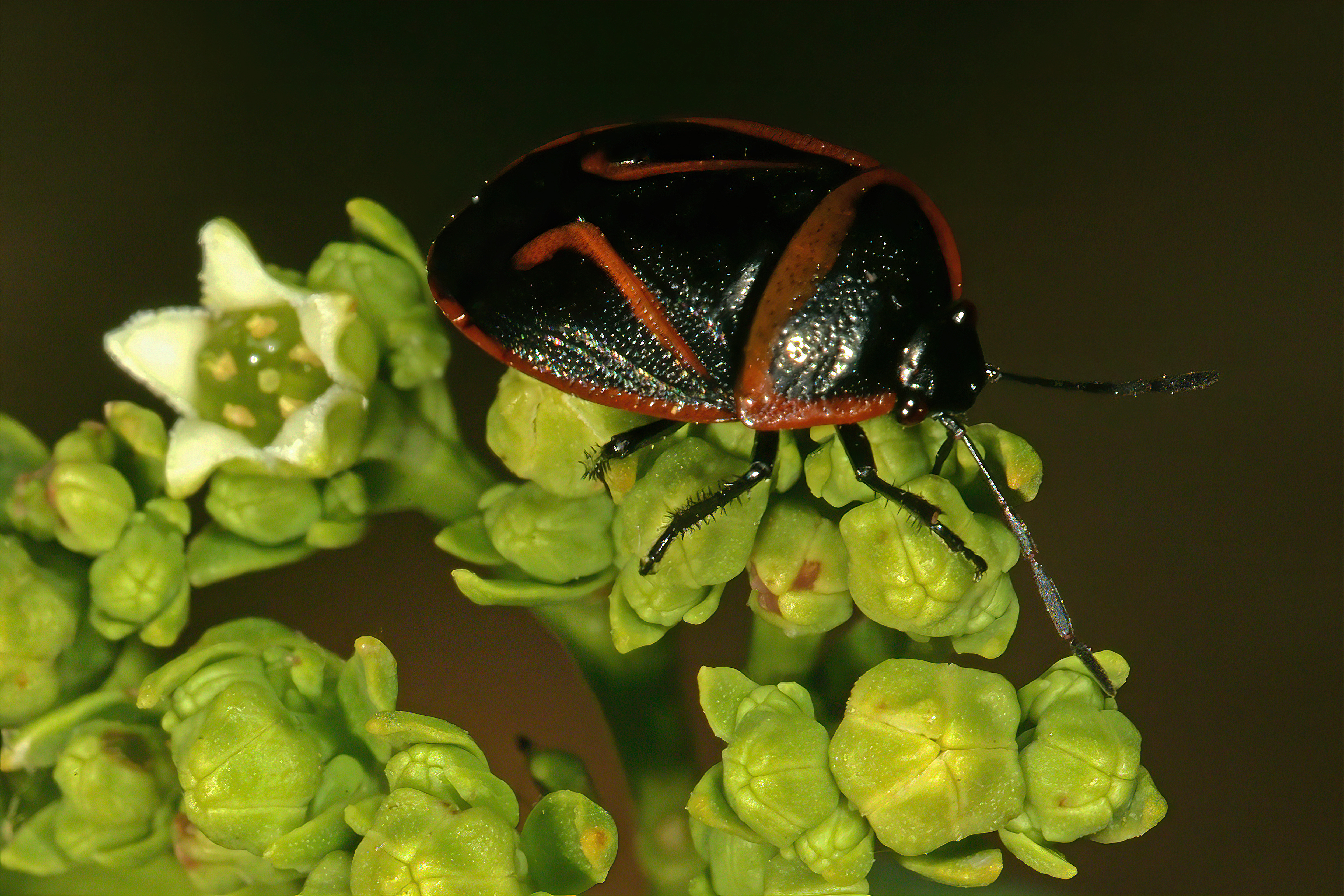
Dismegistus fimbriatus, sur Thesium strictum (Santalaceae)

En 2008, à la suite de l'étude de la spermathèque de Parastrachia, on y a également associé le genre africain Dismegistus Amyot et Serville 1843, auparavant placé successivement dans les Sehirinae (Cydnidae) et les Pentatominae de la tribu des Strachiini, puis des Asopinae, avant d'être replacé chez les Sehirinae,.
Cette sous-famille contient donc deux genres et huit espèces.
Au niveau supérieur, elle fait partie de la super-famille des Pentatomoidea, dans l'infra-ordre des Pentatomomorpha.

### Liste des genres
Selon BioLib (15 juin 2022) :
- genre Dismegistus Amyot & Serville, 1843
- genre Parastrachia Distant, 1883